# 슈테판 키슬링
슈테판 키슬링(독일어: Stefan Kießling, 1984년 1월 25일, 바이에른주 리히텐펠스 ~ )은 독일의 전 축구 선수이며 포지션은 스트라이커이다.

## 선수 경력

### FC 뉘른베르크
키슬링은 FC 인트라흐트 밤베르크 유스팀에 입단했고 1년 후에는 FC 뉘른베르크의 유스팀에서 활약하였다. 2003년에 성인팀과 계약을 하며 데뷔를 했고 73경기 15골을 기록했다.

### 바이어 04 레버쿠젠
키슬링은 뉘른베르크에서 좋은 활약으로 인해 2006년 바이어 04 레버쿠젠으로 이적하였다. 이적 후에도 기복 없는 플레이를 선보였고 2009-10시즌 때는 33경기 21골을 기록하며, 이 시즌에 키슬링은 득점순위 2위를 차지하였다.
2010년 3월 16일 레버쿠젠은 키슬링과 2015년까지 계약 연장을 체결하였다.
2013년 5월 18일에는 함부르크 SV와의 리그 마지막 원정경기를 치렀는데, 전반 39분 레버쿠젠의 수비수 미할 카들레츠의 퇴장으로 인해 수적 열세의 경기를 펼쳤다. 그럼에도 불구하고 경기 종료직전 키슬링은 골키퍼와의 1대1 찬스에서 기적적인 결승골을 넣어 1-0으로 승리하였다. 이 골로 인해 키슬링은 2012-13시즌 최다득점 순위에서 로베르트 레반도프스키를 2위로 밀어내며 극적으로 득점왕을 차지했다(키슬링:24골,레반도프스키23골).
만약 이 경기에서 키슬링이 1골이라도 넣지 못 했다면 2012-13시즌 통산 23골로 레반도프스키와 동률이 되지만 출전 경기 수가 키슬링이 더 많았기 때문에 득점왕 자리를 내줄 수도 있는 상황이었다.
시즌 종료 후 2013년 7월 26일 키슬링은 2017년까지 계약기간을 연장하였다.

## 유령 골 논란
2013년 10월 18일 TSG 1899 호펜하임과의 원정경기에서 키슬링은 후반 25분 코너킥 상황에서 헤딩으로 골을 넣었다. 그러나 리플레이 결과 그의 헤딩은 안쪽 그물이 아닌 옆그물에 맞은 것이다. 여기서 신기한것은 옆그물에 맞았음에도 불구하고 나중에 보면 골문 안으로 들어간 것처럼 보였다는 것인데, 사실은 찢어진 그물 사이로 골이 들어가서 정상적인 골처럼 보인 것이다. 상황이 어찌됐든 일단 옆그물에 맞은 건 확실하기 때문에 골 취소를 했어야 되는 상황이지만 주심은 그 골을 정상적인 골로 인정하고 경기를 그대로 재개시켰다.
키슬링 또한 처음엔 골인지 긴가민가 하였지만 동료가와서 축하해주자 경기가 끝날 때까지 골로 인지하고있었다. 더욱 더 놀라운 것은 상대팀 호펜하임마저도 이 상황을 몰랐고 아무도 주심한테 항의도 하지 않았다.
골대 뒤쪽에 있던 호펜하임 후보선수 스테판 테스커가 이 상황을 유일하게 목격하였고, 뒤늦게 주심에게 자세히 어필을 했지만 이미 골은 인정된 뒤였고 결국 이 경기는 레버쿠젠의 2-1 승리로 끝이난다.
그 후, 키슬링은 비양심적인 태도때문에 오랫동안 많은 비난을 받았고 호펜하임 관계자들도 이런 부당한 일을 당했음을 경기가 끝난 뒤에야 알게되었다.
호펜하임 측에선 독일 축구협회에 재경기를 요청하였으나 그때 당시의 상황을 미리 인지하지 못한 것과 골망을 처음부터 제대로 관리하지 못했다는 이유로 기각되고 말았다.